# Karl Mohr (Politiker, 1849)
Karl Mohr (* 18. Dezember 1849 in Trier; † 16. Oktober 1931 ebenda) war ein preußischer Landrat des Kreises Saarburg und Geheimer Regierungsrat.

## Leben und Herkunft
Karl Mohr war ein Sohn des Bankiers und Kommerzienrats Ludwig Robert Mohr († 10. Oktober 1886 in Trier) aus Oberemmel und dessen Ehefrau Marie Elise, geb. Reverchon. Nach dem Besuch des Friedrich-Wilhelms-Gymnasium in Trier und der erfolgten Reifeprüfung im Jahr 1870 absolvierte er in Heidelberg, Bonn und Berlin ein Studium der Rechts- und Kameralwissenschaften. Die Erste juristische Prüfung legte er am 26. Februar 1876 ab, worauf er als Gerichtsreferendar vereidigt wurde. Vom 12. April 1876 bis zum 13. März 1884 absolvierte er seine Ausbildung im Bezirk des Oberlandesgericht Köln. Nach der erfolgten Großen Staatsprüfung am 15. November 1884 arbeitete er zunächst bei der Staatsanwaltschaft Trier, bis er am 1. Juli 1885 erst zum kommissarischen und am 22. Dezember 1886 zum definitiven Landrat des Kreises Saarburg ernannt wurde. Karl Mohr, der sich mit vielen angesehenen Bürgern im Kreis Saarburg zerstritten hatte, wurde 1893 in seinem letzten Amtsjahr in Saarburg zum Regierungsrat ernannt, worauf er zur Regierung Stade wechselte. Von dort wurde er im Juni 1901 zur Regierung Wiesbaden überwiesen und im Juli 1901 wieder zurück nach Stade. Im Juni 1902 wurde er an die Klosterkammer Hannover überwiesen und 1904 wechselte er erst zur allgemeinen Verwaltung und im Anschluss zur Regierung Liegnitz. Nach der Ernennung zum Geheimen Regierungsrat am 8. September 1908 war er ab dem 13. Januar 1910 bei der Regierung Bromberg tätig. Nach seinem zum 1. Juni 1920 erbetenen Abschied aus dem preußischen Staatsdienst, erfolgte ein Übertritt in die Dienste des polnischen Staates, wo er um das Jahr 1922 in die Rente verabschiedet wurde.

## Familie
Karl Mohr heiratete am 26. Juni 1885 in Achern Anna Katharina, geb. Funck (* 4. September 1865 in Frankfurt am Main, † 26. Mai 1931 in Thorn), Tochter des Fabrikanten Adolf Funck.

## Weblink
- Karl Mohr in der Rheinland-Pfälzischen Personendatenbank